# Duolandrevus hongkongae
Duolandrevus hongkongae är en insektsart som först beskrevs av Otte, D. 1988.  Duolandrevus hongkongae ingår i släktet Duolandrevus och familjen syrsor. Inga underarter finns listade i Catalogue of Life.